# 圣皮埃尔昂波尔
圣皮埃尔昂波尔（法語：Saint-Pierre-en-Port，法語發音：[sɛ̃ pjɛʁ ɑ̃ pɔʁ]）是法国滨海塞纳省的一个市镇，属于勒阿弗尔区。

## 地理
圣皮埃尔昂波尔（49°48'23"N, 0°29'46"E）面积3.89 平方千米，位于法国诺曼底大区滨海塞纳省，该省份为法国北部沿海省份，其西部及北部濒大西洋英吉利海峡，东起顺时针与索姆省、瓦兹省、厄尔省和卡爾瓦多斯省接壤。
与圣皮埃尔昂波尔接壤的市镇（或旧市镇、城区）包括：滨海昂克雷特维尔、滨海埃克雷特维尔、萨斯托勒莫孔迪。

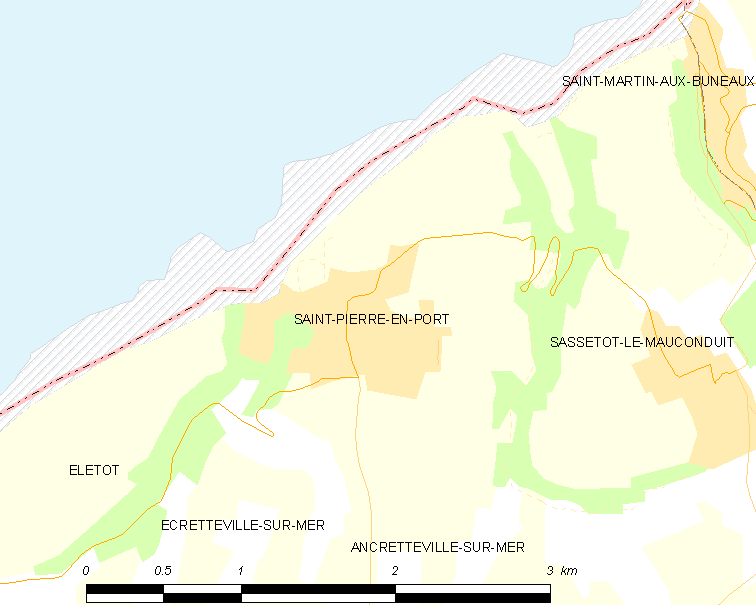
圣皮埃尔昂波尔的OSM定位图

圣皮埃尔昂波尔的时区为UTC+01:00、UTC+02:00（夏令时）。

## 行政
圣皮埃尔昂波尔的邮政编码为76540，INSEE市镇编码为76637。

## 政治
圣皮埃尔昂波尔所属的省级选区为费康县。

## 人口

1962-2008年间圣皮埃尔昂波尔人口变化图示

圣皮埃尔昂波尔于2022年1月1日时的人口数量为833人。